# Dariusz Szwed (ekonomista)
Dariusz Michał Szwed (ur. 26 września 1973) – polski ekonomista, bankowiec, prezes zarządu PKO Banku Polskiego w latach 2023–2024.

## Życiorys
Absolwent wydziału bankowości i finansów w Wyższej Szkole Bankowej w Poznaniu oraz zarządzania na Politechnice Częstochowskiej. Ma również dyplom Szkoły Głównej Handlowej w Warszawie.
W latach 1995–2019 pracownik Santander Bank Polska. W latach 2019–2021 członek zarządu Alior Banku i jednocześnie prezes zarządu spółki zależnej Alior Towarzystwo Funduszy Inwestycyjnych. W latach 2021–2023 członek zarządu Banku Gospodarstwa Krajowego.
Między kwietniem a sierpniem 2023 wiceprezes zarządu kierujacy pracami zarządu PKO Banku Polskiego, a następnie, po uzyskaniu zgody Komisji Nadzoru Finansowego, w latach 2023–2024 prezes zarządu tego banku.